# Donita Sparks
Donita Sparks (née le 8 avril 1963) est une chanteuse, guitariste et autrice-compositrice américaine. Surtout connue en tant que cofondatrice du groupe L7, elle a également développé un projet solo, la formation Donita Sparks and the Stellar Moments.

## Biographie

### Années de formation
Donita Sparks est née le 8 avril 1963 à Chicago (Illinois), dans le quartier de Hyde Park. Elle grandit avec ses sœurs dans la banlieue de cette ville, à Oak Lawn, dans une famille politisée. Elle attribuera rétrospectivement à son père son sens du rythme acquis dès le plus jeune âge et à sa mère sa prise de conscience de l'égalité des droits. Lycéenne, elle utilise la carte d'identité de sa sœur aînée pour entrer dans des clubs, notamment le Club 950, le Lucky Number et le Neo. Après avoir obtenu son diplôme d'études secondaires en 1981, elle suit des cours au Community Film Workshop de Chicago. Elle travaille pendant un an comme coursière à pied pour un laboratoire photographique dont elle livre les photos dans le centre-ville, avant de déménager à Los Angeles à l'âge de 19 ans.

### Débuts artistiques
Donita Sparks rencontre Suzi Gardner en 1984 ; elles fonderont L7 l’année suivante. Lorsqu'elles commencent à composer et à écrire ensemble, elles sont toutes deux actives sur la scène Art punk DIY, dans le quartier d'Echo Park / Silver Lake, et ont l’une et l’autre travaillé pour l’hebdomadaire LA Weekly, quoiqu’à des moments différents. Selon le témoignage ultérieur de Donita Sparks, elles ont été mises en relation par des amis communs de LA Weekly, qui était un lieu d’échanges culturels entre artistes performeurs, écrivains et musiciens dont l’équipe incluait alors Vaginal Davis et Johnathan Gold,.

### Avec L7 première période
L7 se fait reconnaitre comme un groupe subversif et influent à la charnière des années 1980 et 1990 ; il réalisera sept albums studio entre 1985 et 2019,. Dans un numéro de 1993 du magazine Spin qui met le groupe en couverture, Renée Crist présente ses membres comme « quatre des femmes les plus drôles, les plus méchantes, les plus fortes, les plus cool et les plus enragées que je connaisse » et comme « sauvages, exubérantes, spontanées », avec un spectacle sur scène qui est « un mélange d'amour copain, de travail collaboratif et d'acrobaties ».
En 1994, Donita Sparks joue avec les autres membres de L7 dans le film Serial Mother, de John Waters, où elles incarnent le groupe fictif Camel Lips.

### Développement d’autres projets
En février 2008, Donita Sparks sort son premier album solo, Transmiticate, sous le nom de Donita Sparks and the Stellar Moments. Le Boston Globe, dans un compte rendu de concert de juin 2008, note que « sa tessiture peut être limitée, mais [que] son expressivité était considérable ».
La même année, Donita Sparks et Kristin Hersh fondent CASH Music (acronyme pour Coalition of Artists and Stakeholders) dans le but de distribuer elles-mêmes leur propre musique ; l'organisation à but non lucratif se développe et offre aux musiciens des outils open source de marketing et de publication.

### Depuis la refondation de L7

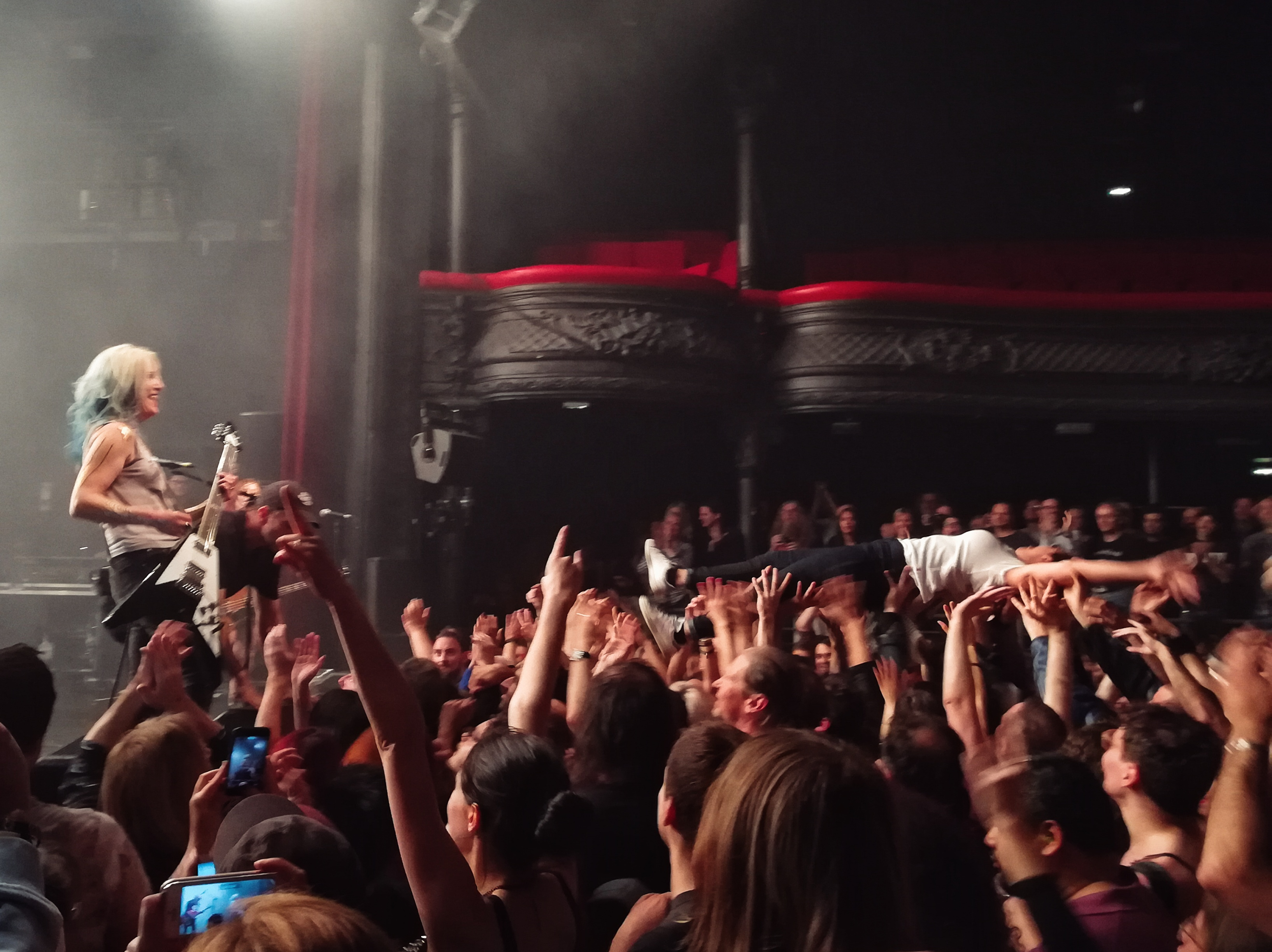
« Des étincelles » sur scène avec les L7 reformées, en 2018.

L7 se reforme en 2014 et se lance l’année suivante dans une tournée de retrouvailles,,. Le documentaire L7: Pretend We're Dead, réalisé par Sarah Price et sorti en novembre 2016, présente des enregistrements originaux et des interviews de Donita Sparks ; il est nommé pour un VO5 NME Award du meilleur film musical.
En parallèle, Donita Sparks est aussi la batteuse du Lou Man Group, formation créée en hommage à Lou Reed et au Blue Man Group,.
Elle continue de donner des concerts avec le groupe L7 dans sa composition d’origine et co-écrit deux nouvelles chansons avec Suzi Gardner : Dispatch from Mar-a-Lago (2017) et I Came Back to Bitch (2018), toutes deux sorties en singles.
En mars 2019, Donita Sparks participe à une table ronde organisée à la suite d'une projection de la série documentaire Epix Punk, avec Henry Rollins, Marky Ramone et John Lydon. Alors que le ton monte entre ces deux derniers, elle conserve sang-froid et humour en accordant à la fois aux Sex Pistols et aux Ramones le statut de source d'inspiration de sa jeunesse,.
Le dernier album complet de L7, Scatter the Rats, sort chez Blackheart Records le 3 mai 2019. Donita Sparks donne plusieurs interviews qui reviennent sur la trajectoire du groupe. Le 10 mai 2019, L7 repart pour six semaines de tournée à travers les États-Unis.
À partir d’avril 2020, elle anime une émission hebdomadaire intitulée The Hi-Low Show With Donita Sparks, où se produisent tous les vendredis Donita Sparks elle-même et des musiciens invités.

## Engagement sociétal
En 1991, Donita Sparks et L7 lancent, avec la Feminist Majority Foundation, une série de concerts au profit d’organisations pro-choix, Rock for Choice ; y participent certains des principaux groupes grunge du moment, notamment Nirvana et Hole,.

## Sur scène

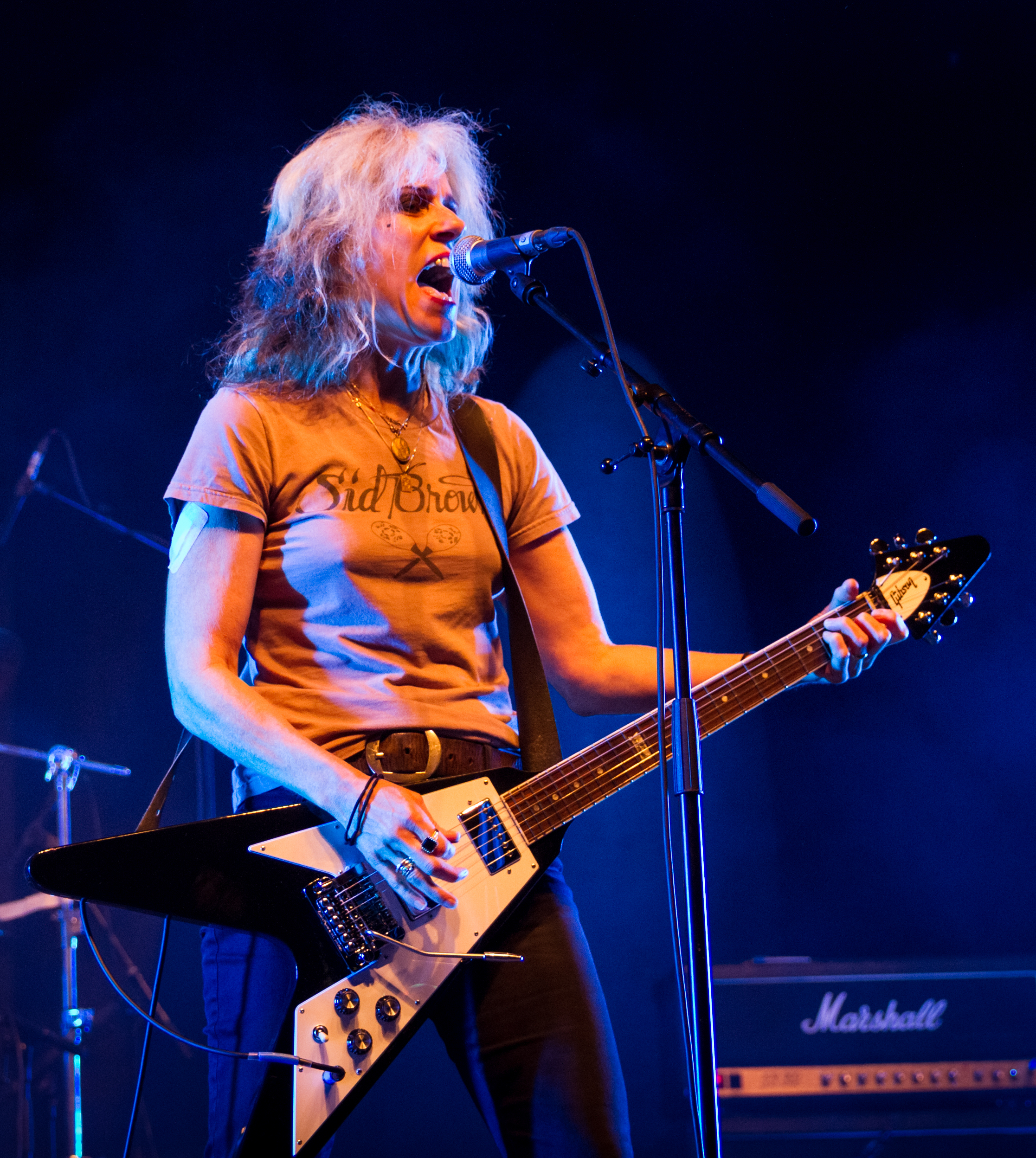
Donita Sparks sur scène avec sa guitare, en 2015.

La guitare préférée de Donita Sparks est une Gibson Flying V, ostentatoirement anguleuse, qui lui fait l’effet de jouer sur « quelque chose de chez les Jetson ».
Le 30 août 1992, alors que les L7 se produisent au festival de Reading, leurs haut-parleurs tombent en panne. Le public s’agite et se met à jeter de la boue sur la scène, aspergeant le groupe. En réaction, Donita Sparks retire le tampon hygiénique qu’elle portait et le lance dans la foule en disant « Mangez mon tampon usagé, connards ! », L’incident est passé à la postérité comme l’un des « morceaux d’anthologie rock les plus anti-hygiéniques de l'histoire ». L’image de la chanteuse en a été durablement marquée et — à voir le mot « tampon » figurer en tête des suggestions de recherche que Google associe à son nom — dans une tout autre proportion que celle de tel ou tel de ses confrères pour avoir vomi (cas d’Iggy Pop), uriné ou (cas de Justin Bieber) craché sur les spectateurs : ainsi, jeter sur un rassemblement de personnes son tampon garni de sang menstruel demeurerait, au XXIe siècle, « le geste le plus punk qui puisse exister ».
La même année, lors d’un passage du groupe dans l'émission de variétés britannique The Word, Donita Sparks baisse son pantalon et apparait ainsi fesses et pubis nus, en direct à la télévision,. Revenant sur l’incident, elle expliquera que l’émission avait déjà présenté des contenus discutables, notamment « un concours de fesses pour hommes » et une « caméra cachée dans la loge d'Oliver Reed, le montrant ivre et sans chemise, ce qui était vraiment merdique. J'ai donc ajouté ma contribution à cette folie ».

## Sur les bandes-son
La musique de Donita Sparks est utilisée dans les films Tueurs nés, Le Secret de Brokeback Mountain, Simetierre2, Perks of Being a Wildflower et dans les jeux vidéo Grand Theft Auto: San Andreas et Rock Band 2.

## Discographie

### Avec L7
| Année | Titre                               | Label               | Remarques                                                  |
| ----- | ----------------------------------- | ------------------- | ---------------------------------------------------------- |
| 1988  | L7                                  | Epitaph Records     | Premier album                                              |
| 1990  | Smell the Magic                     | Sub Pop             | Réédité en 1991 avec trois chansons supplémentaires        |
| 1992  | Bricks Are Heavy                    | Slash Records       | Atteint la première place du Billboard Heatseekers         |
| 1994  | Hungry for Stink                    | Slash Records       | Atteint la deuxième place du Billboard Heatseekers         |
| 1997  | The Beauty Process: Triple Platinum | Slash Records       | Premier album sans la bassiste Jennifer Finch              |
| 1998  | Live: Omaha to Osaka                | Man's Ruin Records  | Album live                                                 |
| 1999  | Slap-Happy                          | Wax Tadpole Records | Album studio                                               |
| 2000  | The Slash Years                     | Slash Records       | Compilation de succès des années 1992 à 1997               |
| 2016  | Fast and Frightening                | Easy Action Records | Double album de raretés, reprises et titres live           |
| 2017  | Detroit: Live                       | Easy Action Records | Enregistré sur scène chez Clutch Cargo's à Détroit en 1990 |
| 2019  | Scatter the Rats                    | Blackheart Records  | Album complet du groupe dans sa composition d’origine      |

### Avec Viggo Mortensen
| Année | Titre          | Label      | Remarques |
| 1999  | One Man's Meat | TDRS Music |           |

### Donita Sparks and the Stellar Moments
| Année | Titre         | Label      | Remarques     |
| 2008  | Transmiticate | CASH Music | Premier album |